# Frank Zappa
Pour les articles homonymes, voir Frank Vincent (homonymie) et Zappa (homonymie).
Frank Vincent Zappa, né le 21 décembre 1940 à Baltimore (Maryland) et mort le 4 décembre 1993 à Los Angeles (Californie), est un compositeur, musicien, guitariste, cinéaste, producteur et satiriste américain.
Ses travaux concernent plusieurs genres musicaux distincts : rock, jazz et musique contemporaine, avec un lien vers la musique concrète. Frank Zappa a aussi occasionnellement été réalisateur de films et de vidéos de musique, et concepteur de pochettes d'albums qu'il a par ailleurs produits en totalité. Il a sorti de son vivant plus de soixante albums qu'il a enregistrés, d'abord avec The Mothers of Invention puis, pour une bonne partie, sous son propre nom. Dès sa jeunesse, il s'intéresse aux compositeurs classiques du XXe siècle, notamment Edgard Varèse, Igor Stravinsky, Anton Webern, et au rhythm and blues des années 1950. Il écrit ses premières compositions de musique classique au lycée, tout en jouant de la batterie dans des groupes de rhythm and blues. Il s'oriente finalement vers la guitare, restée son instrument de prédilection pour la plus grande partie de sa carrière.
Auteur-compositeur-interprète autodidacte, Frank Zappa s'est ouvert à plusieurs influences musicales : sa musique, faite d'expérimentations dans de multiples styles musicaux, s'avère difficile à classer dans un genre distinct. Ruth Underwood a par exemple expliqué : « Il incarnait tout à la fois. On ne pouvait pas dire “Oh, c'est du rock'n'roll” car ça n'en était pas, ça n'était pas non plus du jazz, pas plus de la pop ou de la musique contemporaine, mais alors qu'était-ce ? C'était du Zappa ! ».
Les titres de son premier album avec les Mothers of Invention, Freak Out!, paru en 1966, semblent être du rock conventionnel, tout en s'en distinguant par des improvisations collectives et des collages sonores réalisés en studio. Les albums suivants affirment son approche éclectique et expérimentale de la musique, s'essayant à plusieurs genres et s'écartant des sentiers conventionnels du rock, du jazz ou de la musique classique. Son œuvre est caractérisée par une cohérence globale qu'il a définie sous le nom de Conceptual continuity (la continuité conceptuelle) ou Project/Object, voyant nombre de thèmes musicaux, d'idées, de personnages et de figures de langage réapparaître sous diverses formes, à travers la quasi-totalité de ses albums. Les paroles de Zappa, souvent teintées d'un humour décapant, parfois graveleux et absurde, révèlent sa vision iconoclaste des pratiques, structures et hiérarchies sociales établies. En observateur aiguisé des mœurs de ses contemporains, et sur un ton satirique, Zappa a âprement critiqué le système éducatif et les institutions religieuses et s'est imposé comme un défenseur assidu et passionné de la liberté d'expression, de l'autodidaxie, de l'engagement politique et de l'abolition de la censure.
Les travaux de Zappa, artiste prolifique, sont souvent reçus très favorablement par la critique. Il connaît aussi un succès commercial, particulièrement en Europe, bien qu'il travaille comme artiste indépendant une grande partie de sa carrière. Zappa est fréquemment cité comme source d'influence majeure par plusieurs musiciens et compositeurs contemporains. Son œuvre imposante et la quasi-totalité de ses concerts enregistrés étant conservés chez lui dans un espace appelé The Vault, sa famille a continué à sortir des albums après sa mort, le total des publications dépassant au XXIe siècle les 120 albums. Il lance aussi la carrière solo de plusieurs musiciens membres de ses différents groupes qu'il appelait The Rockin' Teenage Combo. Il est, à titre posthume, intronisé au Rock and Roll Hall of Fame en 1995 et a reçu un Grammy Award en 1997, pour l'ensemble de son œuvre. En 2002, la revue Rolling Stone le classe 71e dans sa liste des cent plus grands artistes de tous les temps, et 22e en 2011 de la liste des cent meilleurs guitaristes.
À partir de 2006, son fils Dweezil Zappa, guitariste, tourne dans le monde entier avec un groupe qui interprète sur scène le répertoire de son père.

## Biographie

### Jeunesse et débuts
Aîné de quatre enfants, Frank naît à Baltimore (Maryland) dans une famille d'origine sicilienne-libanaise par son père, Francis Vincent Zappa, et franco-italienne par sa mère, Rose Marie Colimore. Il grandit en Californie, écoutant divers compositeurs d'avant-garde, comme son préféré Edgard Varèse, qu'il considère alors comme « le plus grand compositeur vivant » ou Igor Stravinsky, et en s'intéressant aux groupes locaux de rhythm and blues.
Il fait partie de différents groupes en tant que batteur. Entamant une carrière d'auteur de chansons, Zappa rejoint un groupe local de R&B en tant que guitariste. Peu de temps après, il rebaptise le groupe The Mothers, diminutif de Motherfuckers, ce qui ne plaît évidemment pas à la maison de disques. Le groupe prend alors le nom de The Mothers of Invention.
Les Mothers épaulés par le producteur Tom Wilson sortent le double album Freak Out! (1966), mélange de R&B et de collages sonores expérimentaux. Mais l’année suivante Tom Wilson néglige la production de l’album Absolutely Free. Zappa, voyant que son producteur est plus occupé au téléphone que dans la cabine d'enregistrement, lui propose de produire lui-même l'album, habitude qu'il gardera jusqu'à la fin de sa carrière. Zappa enregistre également We're Only in It for the Money, satire grinçante du flower power mais aussi du mode de vie traditionnel américain ; la couverture pastiche celle de Sgt. Pepper's Lonely Hearts Club Band des Beatles, remplaçant les fleurs par des légumes.
Dans la foulée de We're Only in It for the Money, il sort aux États-Unis, en mars 1968, son premier album solo : Lumpy Gravy, commercialisé en mai. Cet album, signé « Francis Vincent Zappa », est un collage de musique contemporaine (enregistrée en trois jours avec le Abnuceals Emuukha Electric Symphony Orchestra (en)) et dialogues, réutilisés dans son dernier album, Civilization, Phaze III.

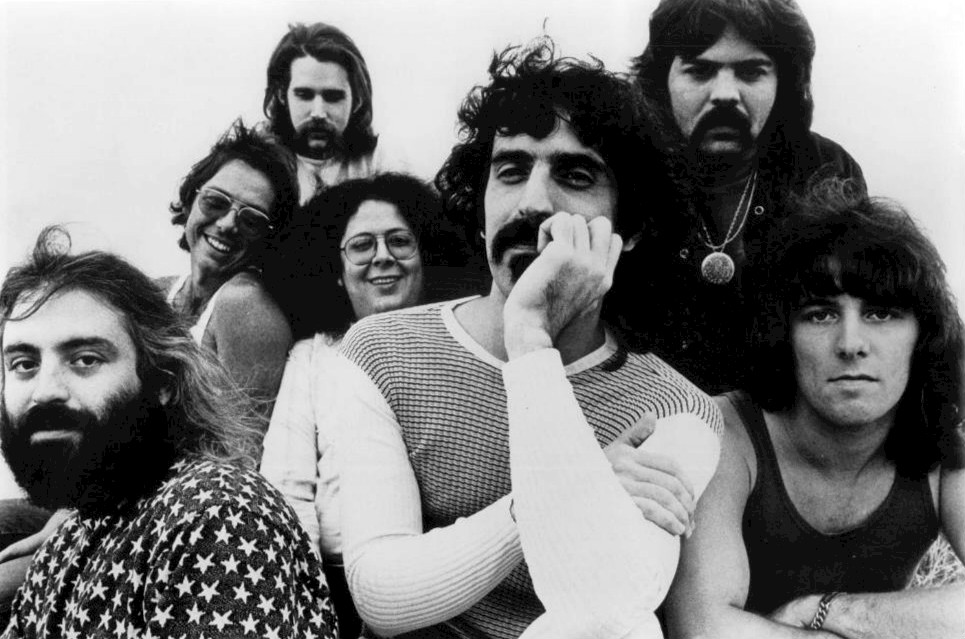
Frank Zappa et son groupe les Mothers of Invention en 1971.

### Hot Ratset carrière en groupe
Après plusieurs albums avec The Mothers, dont Cruising With Ruben & The Jets, au parfum de musique doo-wop, ou encore l'album-concept Uncle Meat, Zappa sort Hot Rats un album solo instrumental à l'écriture ciselée, où apparaît son jeu de guitare influencé par le jazz, ainsi qu'un album de concert en public enregistré au Fillmore East (avec la participation de John Lennon et Yoko Ono).
Le 4 décembre 1971, alors qu’il se produit avec son groupe au casino de Montreux au bord du Léman, en Suisse, le feu prend au plafond de la salle, allumé par une fusée de détresse tirée par un des spectateurs. « Quelqu'un dans le public avait lancé un cocktail Molotov ou une chandelle romaine vers le plafond en guise de feu d'artifice, explique Zappa. Le revêtement en rotin a commencé à s'embraser. 2 500 à 3 000 jeunes étaient entassés dans la salle, bien au-delà de la capacité d'accueil. Dehors, pas mal d'autres essayaient d'entrer par tous les moyens, aussi les organisateurs avaient-ils astucieusement condamné les sorties de secours. Quand l'incendie a débuté, la foule n'avait que deux issues : la porte de devant, minuscule, ou les grandes baies vitrées côté scène ». Le Casino ainsi que le matériel des Mothers sont intégralement détruits, mais Zappa parvient à faire sortir tout le public sans incident grave et dans le calme. « J'ai fait une annonce du genre : “Gardez votre calme. Nous allons devoir vider les lieux. Il y a le feu, aussi je vous invite à foutre le camp”. C'est surprenant, mais c'est ainsi : comment des gens qui ne parlent que le français peuvent-ils comprendre tout ce qu'on leur dit dans une autre langue, dès lors qu'il s'agit de vie ou de mort ? Ils ont commencé à évacuer par-devant ». Le groupe Deep Purple, qui enregistre au même moment l'album Machine Head dans le studio mobile des Stones immortalise l'événement dans son morceau Smoke on the Water. On peut entendre cet événement sur le bootleg Swiss Cheese/Fire! édité officiellement en 1992 dans le coffret Beat the Boots II.
Peu après, le 10 décembre 1971, Zappa est précipité dans la fosse d’orchestre par Trevor Howell, un spectateur, lors d’un concert donné au Rainbow Theatre de Londres. L'agresseur se justifie tant par la qualité de la prestation, trop médiocre à son goût, que par l'insistance supposée du compositeur-guitariste à regarder sa petite amie. Frank Zappa souffre de plusieurs fractures, d’un traumatisme crânien, de blessures au dos, au cou, ainsi que d’un écrasement du larynx. Pendant plus d'un an, Zappa reste en chaise roulante, dans l'incapacité de jouer en concert, et il gardera plusieurs séquelles de l'accident :
«J’ai fini par me remettre, mais ma jambe est restée un poil plus courte que l’autre, d’où ces années de douleurs chroniques dans le dos. Durant ma saison en fauteuil roulant, j’ai refusé interviews et photos, je voulais juste faire de la musique, et j’ai quand même pu réaliser trois albums : Waka/Jawaka, Just Another Band From L.A. et The Grand Wazoo ».
En 1972, sortent donc deux albums de jazz avec un orchestre big-band : Waka/Jawaka et The Grand Wazoo. Face aux coûts de fonctionnement du grand orchestre et de l'échec commercial, Zappa décide d'évoluer vers un style de composition plus accessible. Les résultats sont Over-Nite Sensation, Apostrophe, Roxy & Elsewhere et One Size Fits All, avec une nouvelle version des Mothers, comprenant George Duke (claviers), Napoleon Murphy Brock (saxophone et chant), Ruth Underwood (percussions), Chester Thompson (batterie), Tom Fowler (basse), considéré comme le meilleur groupe l'ayant accompagné. Un album entier de la série live en six volumes You Can't Do That On Stage Anymore est extrait de cette période faste. C'est aussi l'ultime déclinaison des Mothers of Invention. Après un dernier disque en public enregistré en 1975 avec son vieux complice Captain Beefheart, Bongo Fury, Frank Zappa arrête définitivement The Mothers of Invention, et ne publie désormais plus que sous son propre nom.

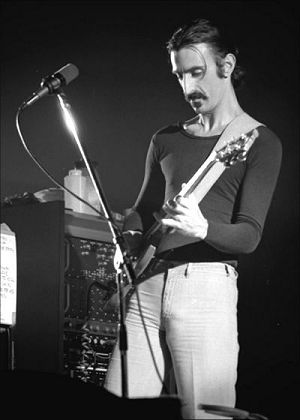
Frank Zappa en concert à Oslo (Norvège), le 16 janvier 1977.

### Lätheret le labelZappa Records
En 1977, Frank Zappa produit Läther, un coffret à huit faces (quatre disques) (seuls 300 coffrets de 4 LP seront distribués aux radios) qui doit représenter son travail d’orchestration en studio, sur scène. Mais la Warner qui devait le distribuer, refuse de le publier. Le contenu apparaît pourtant éparpillé sur quatre albums différents : Zappa in New York, Studio Tan, Sleep Dirt et Orchestral Favorites. D’autres bouts sont aussi présents sur Shut Up 'n Play Yer Guitar et Zoot Allures.
Le contenu de ce disque «perdu» (jusqu’en 1996), sera commercialisé tel qu’il fut conçu au départ, par sa famille, sous la forme d'un coffret CD, trois ans après son décès.
En décembre 1977, sur les ondes de la radio de Pasadena KROQ radio, Zappa diffuse Läther dans son intégralité, déclarant au micro : « Ici Frank Zappa, je suis votre disc-jockey temporaire, prenez votre petit appareil à cassette et enregistrez cet album qui ne sera peut-être jamais disponible pour le grand public ».
Zappa attaque la Warner, qui a refusé de le payer pour tout ce matériel, publié un peu n'importe comment, et crée son propre label, Zappa Records, distribué par Mercury/Phonogram. Il publie en 1979 Sheik Yerbouti (album basé sur des enregistrements en public de sa tournée européenne 1978), qui marque le début d’une excellente période en termes de réussite commerciale, et contient un titre qui se classe no 1 en Norvège et en Suède : Bobby Brown. Dans le groupe qui l'accompagne alors, le batteur Terry Bozzio, le bassiste Patrick O'Hearn, le guitariste Adrian Belew, et le claviériste Tommy Mars se coulent parfaitement dans l'esprit et la technicité de sa musique.
Dans la foulée, l'«American composer» (« compositeur américain »), comme il aime se définir, et qui avoue dans son autobiographie Zappa par Zappa n'avoir jamais été capable de jouer de la guitare et de chanter en même temps, sort l'opéra-rock en trois actes Joe's Garage, interprété par un nouveau groupe - le chanteur Ike Willis, le batteur Vinnie Colaiuta, le bassiste Arthur Barrow et le guitariste Warren Cucurullo) - où tous les genres musicaux du rock (du reggae au disco en passant par le punk, la pop ou le rhythm'n'blues) sont abordés à la sauce Zappa. Il y brocarde notamment l'Église de scientologie, ici « church of appliantology » (dont il change le nom du fondateur L. Ron Hubbard en L. Ron Hoover). On y trouve aussi la phrase-manifeste Music is the Best (la musique est la meilleure des choses). Ce sera un de ses plus grands succès commerciaux.

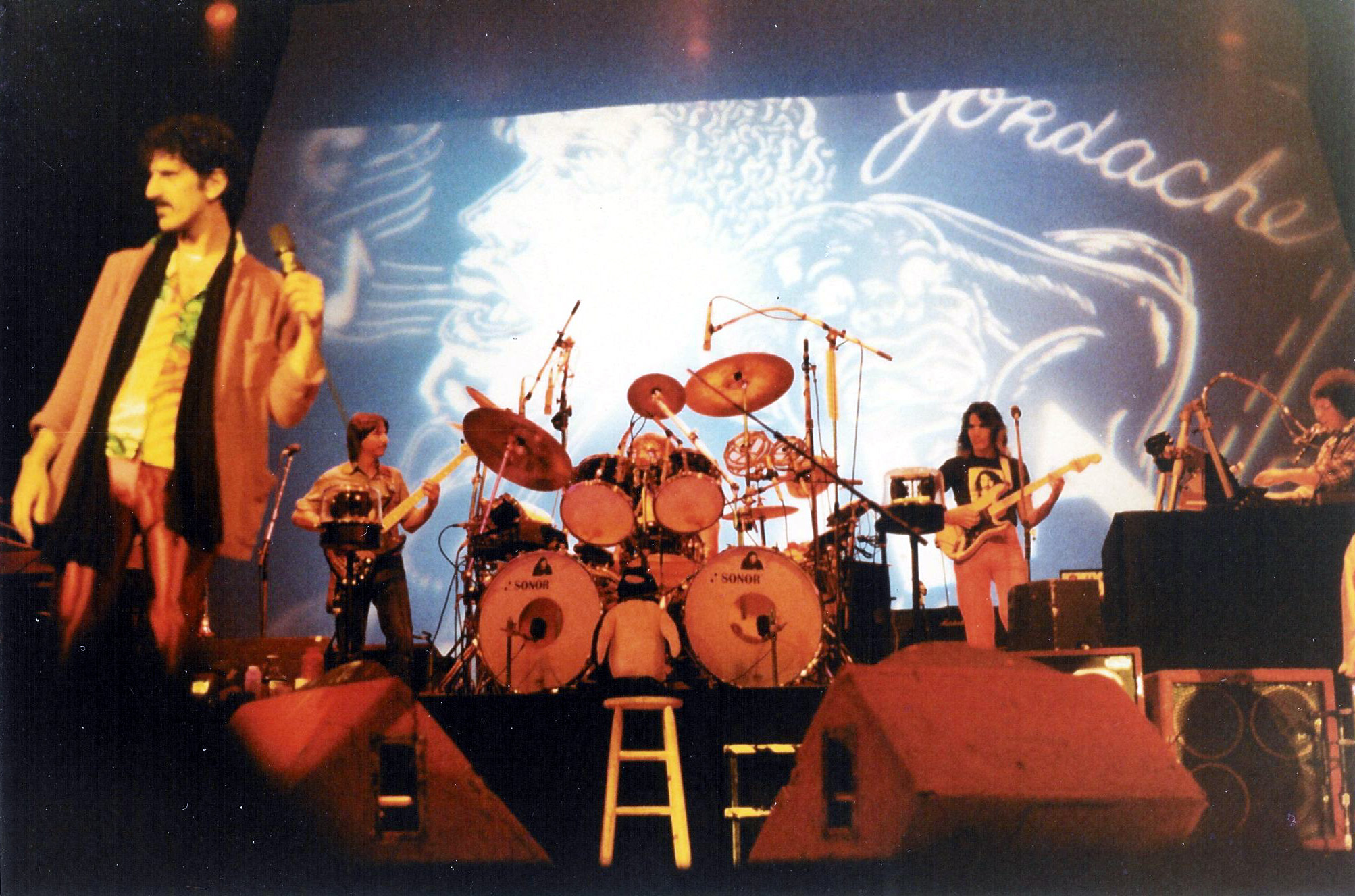
Frank Zappa et son groupe au Memorial Auditorium de Buffalo en 1980.

### Décennie 80
À partir du début des années 1980, Zappa explore les liens entre la musique qu'il a toujours jouée et la musique savante, en enregistrant notamment deux disques avec l'Orchestre symphonique de Londres. Le 9 janvier 1984, Pierre Boulez et l'Ensemble intercontemporain jouent trois pièces de Zappa qui feront partie de l'album Boulez Conducts Zappa: The Perfect Stranger qui sort à la fin de la même année. À la suite de ces concerts, Zappa reçoit la médaille du Chevalier des arts et des lettres de la part de Jack Lang, alors ministre de la Culture.
Une grande partie du travail ultérieur de Zappa sera influencée par son utilisation du Synclavier comme outil de scène ou de composition, ainsi que par sa maîtrise des techniques de studio, pour produire des effets sonores singuliers. Il est l'inventeur de la xénochronie, technique de studio utilisée sur de nombreux albums. Son propos devenu également plus explicitement politique se moque des télévangélistes et du Parti républicain américain.
Pour sa dernière tournée en 1988 accompagnée d'une formation de douze musiciens dont une section de cinq cuivres. il exige qu'ils soient capables de jouer plus de 100 compositions, la plupart tirées de son propre répertoire. Alors que le groupe doit poursuivre sa tournée aux États-Unis, Zappa est contraint de tout arrêter. Le groupe explose en raison de l'animosité développée par plusieurs musiciens envers le bassiste Scott Thunes, au point qu'ils finissent par refuser de monter sur scène avec lui. Zappa lui a en effet attribué le rôle de clonemeister (le musicien qui dirige les répétitions du groupe appelé à s'entraîner à jouer le répertoire zappaïen en l'absence du « maître »), et la personnalité abrasive de Thunes braque contre lui la plupart des membres de la formation 1988. L'ultime tournée de Frank Zappa, environ 70 concerts donnés de février à juin 1988 d'abord aux États-Unis, puis à travers l'Europe, s'en trouve écourtée. Le dernier concert de cette tournée et donc la dernière prestation scénique de Zappa avec un groupe, a lieu le 9 juin 1988 à Gênes en Italie.
La tournée brutalement interrompue est cependant immortalisée dans les albums The Best Band You Never Heard in Your Life (des morceaux aux textes « politiques », et des reprises de musiques de films principalement), Make a Jazz Noise Here (principalement de la musique instrumentale et expérimentale), Broadway the Hard Way (de nouvelles chansons), ainsi que sur quelques plages de You Can't Do That on Stage Anymore, Vol. 6.

### Dernières années
Au début des années 1990, Zappa consacre presque toute son énergie à des travaux orchestraux et de Synclavier. En janvier 1990, il est reçu comme un héros en Tchécoslovaquie, juste après la révolution de velours. Des milliers de personnes l'attendent à l'aéroport de Prague. En descendant de son avion et en levant la tête, il peut voir une banderole proclamant «Merci Frank Zappa». Il mettra environ 40 minutes à traverser le hall de l'aéroport, entouré par une foule enthousiaste. Il apprendra alors qu'il fut le symbole de la liberté dans ce pays, sa musique circulant sous le manteau durant le joug de l'URSS. Il est invité à s'exprimer devant le parlement, est reçu par le nouveau président Vaclav Havel, qui fait partie de ses fans, et qui le nomme ambassadeur du pays tout juste « libéré », pour les arts, la culture et le tourisme. Il revient à Prague en 1991, déjà très diminué par la maladie, et y donne son ultime prestation publique avec une guitare en mains, devant une foule en extase.
You Can't Do That On Stage Anymore (« Tu ne peux plus faire ça sur scène désormais ») sera la dernière production importante de sa vie, un projet majeur qu'il parvient tout juste à mener à bien, les volumes 5 et 6 étant publiés en 1992. Il compile sur six doubles CD (et près de 13 heures d'écoute) trois décennies de prestations scéniques, mêlant (parfois dans la même chanson) tous ses différents groupes et toutes les époques sans aucun ordre chronologique. C'est une plongée vertigineuse dans ce qu'il appelait the conceptual continuity, la continuité conceptuelle qui définit la cohérence globale de son œuvre.
Très tôt, Frank Zappa avait entrepris d'enregistrer tous ses concerts : les bandes, qui servaient souvent de base à ses albums live ou studio, étant stockées dans The Vault (la chambre-forte), un endroit mythique d'où la famille Zappa continue à sortir régulièrement des albums. Le 17 septembre 1992, l'Ensemble Modern interprète sous sa direction et celle de Peter Rundel son œuvre « classique » The Yellow Shark à Francfort. Une forme de consécration pour le compositeur américain qui reçoit une standing ovation longue de 20 minutes à la fin du concert.

### Mort
Frank Zappa a toujours eu une santé fragile, souffrant des sinus de façon chronique, étant sujet à de fréquents maux de tête et d'oreilles, et ayant eu de l'asthme dans sa jeunesse. Il attribue ses problèmes, qui vont culminer par un cancer de la prostate détecté à la fin de sa quarantaine, à une enfance vécue dans un environnement très particulier. Son père, Francis Zappa, travaillait pour l'armée, au sein d'une unité spécialisée dans les gaz toxiques, et lui rapportait divers accessoires du laboratoire pour qu'il puisse jouer avec : masques à gaz, béchers, flacons de mercure…
Les conséquences de l'épisode de son agression au Rainbow Théâtre de Londres en décembre 1971 ne font qu'aggraver son état physique pour le restant de sa vie ; il est également un fumeur compulsif (il dira que le tabac est pour lui de la nourriture et son « légume préféré »). Ainsi, en 1990, alors que Frank Zappa se doute depuis longtemps que quelque chose ne va pas, et que plusieurs examens et médecins successifs n'ont rien détecté de particulier, il finit par apprendre qu'il souffre d'un cancer et que la tumeur, présente depuis de longues années, est désormais inopérable. Fin 1991, ses aînés Moon Unit et Dweezil révèlent à la presse le cancer de la prostate de leur père. La maladie l'emporte le 4 décembre 1993, à l'âge de 52 ans.

### Politique
Quelque temps avant sa mort, Zappa s'était occupé de la politique culturelle tchèque, à la demande de Václav Havel ; les deux hommes avaient une profonde estime mutuelle. Il avait aussi décidé en 1991 de se présenter à l'élection présidentielle américaine, mais ses ambitions ont tourné court, en raison de sa maladie.

### Vie privée
Après un mariage avec Kathryn J. Sherman (de 1960 à 1964), Zappa épouse Adelaide Gail Sloatman, avec laquelle il a eu quatre enfants : Moon, Dweezil, Ahmet et Diva.
Ses deux fils, Ahmet Zappa et Dweezil Zappa, également musiciens, ont formé ensemble le groupe Z. Depuis 2006, Dweezil organise et dirige fréquemment les tournées Zappa Plays Zappa, présentant exclusivement des morceaux composés par son père.

## Hommages posthumes
En 1994, l'astéroïde 3834 est nommé (3834) Zappafrank en son honneur grâce au professeur Marsden. L'année suivante Zappa entre au Rock and Roll Hall of Fame, introduit par Lou Reed. Comme Reed, Zappa avait reçu l'hommage du président tchécoslovaque Václav Havel, pour son influence dans les pays de l'Est pendant l'oppression soviétique : Avant 1989, il était admiré en tant que symbole de démocratie et liberté par beaucoup de gens en Tchécoslovaquie.
Un buste du musicien est visible à Prague (République tchèque). En 1995, on installe au centre de Vilnius, capitale de la Lituanie, une statue de Zappa réalisée par Konstantinas Bogdanas, un sculpteur lituanien renommé pour ses portraits de Lénine. Un autre buste de Zappa est également visible à Bad Doberan dans le Nord-Est de l'Allemagne, où se déroulent chaque année les Zappanales.

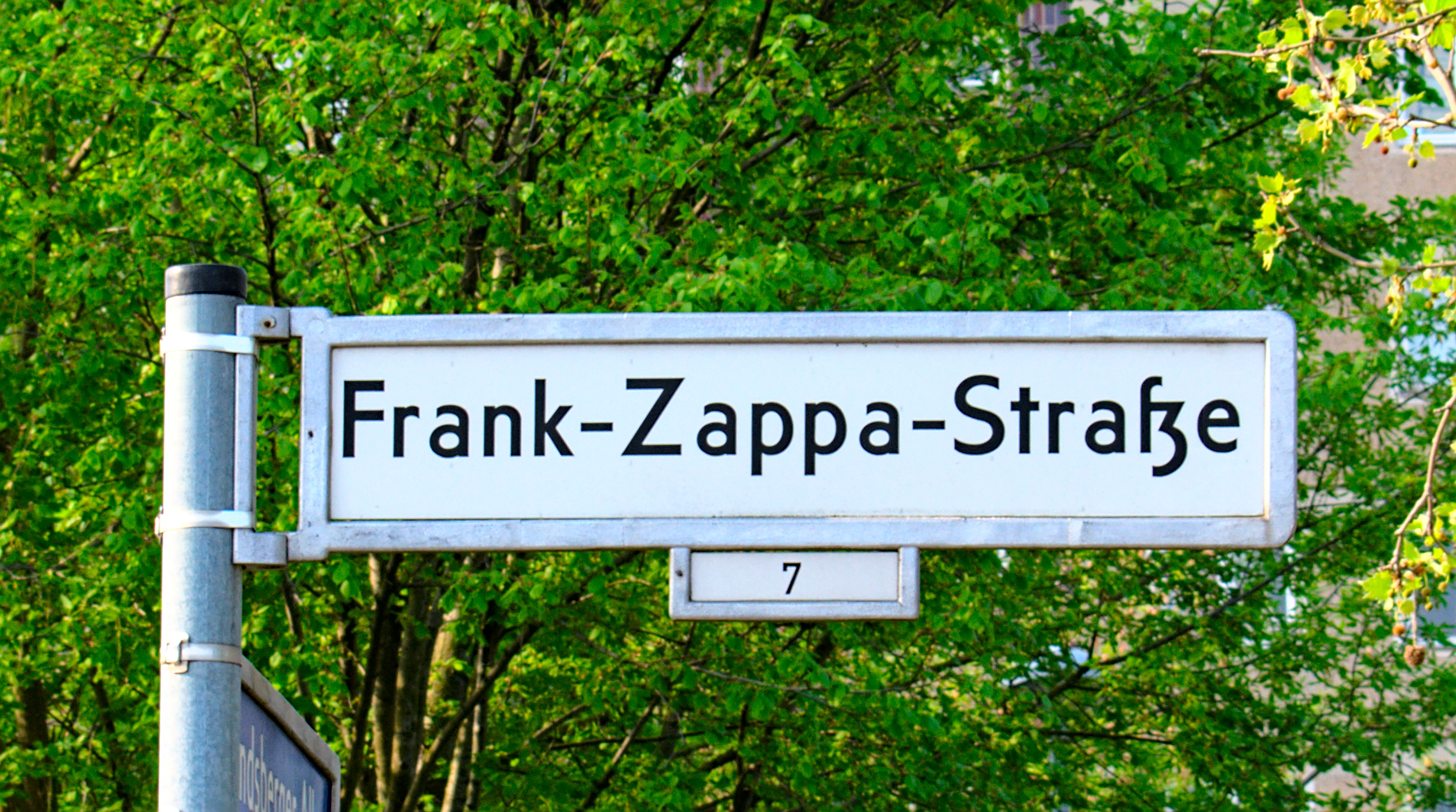
La « Frank-Zappa-Strasse.

La « Frank-Zappa-Strasse » est inaugurée le 28 juillet 2007 dans les faubourgs de l'ancien Berlin-Est.
En 2012, la classe de cycle spécialisé en musiques actuelles du conservatoire Darius Milhaud à Aix-en-Provence, lui rend hommage avec un projet intitulé « Gong Shô, Zappa, pas à pas ». Sous la direction de Thierry Riboulet, le spectacle audio-vidéo revisite des classiques du compositeur, essentiellement publiés dans les années 1970-80, regroupant des titres tels que The slime, Broken hearts are for assholes, Bobby Brown, Dancing fool, Don't eat the yellow snow, Oh No, Peaches en Regalia, Muffin Man…
En 2014, les conservatoires musicaux de Nantes, Saint-Nazaire et La Roche-sur-Yon lui rendent hommage avec « le projet Zappa » regroupant plusieurs morceaux tels que Uncle Meat, 20 Small Cigars, Take Your Clothes Off When You Dance, Inca Roads…

## L'art de Zappa

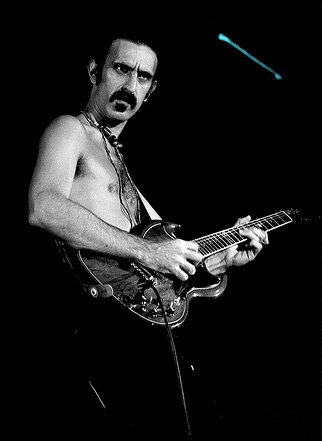
Zappa à Austin (Texas) en 1977.

La musique de Zappa est très hétérogène, allant du doo-wop à la musique contemporaine, parfois dans une même composition. Les influences en sont multiples, Zappa ayant pu être réduit à ses influences. Le fait est que, si elles sont parfois reconnaissables, elles sont cependant synthétisées dans un art unique et très personnel. Une phrase de Zappa se reconnaît instantanément (sauf, et cela arrive régulièrement, quand il ne veut pas que ce soit ainsi).
On peut essayer de distinguer les styles chez Zappa, pour mieux montrer comment ils s'entremêlent. Avant tout, la musique classique, celle du XXe siècle essentiellement (Zappa n'aimait pas la musique classique des siècles précédents, considérant que les compositeurs n'étaient que des esclaves au service des mécènes. Il aimait seulement Bach) : il dit avoir reçu le plus grand choc musical de sa vie dans ses jeunes années avec Ionisation de Edgar Varèse et Le Sacre du printemps d'Igor Stravinsky.
Le plus gros apport de la musique contemporaine dans l'œuvre de Zappa se situe au niveau rythmique : l'utilisation de mesures asymétriques et de polyrythmies.
Pour les premières, on peut citer le très classique Pound for a Brown (sur Zappa in New York, par exemple), dont la rythmique écrite en 7/8 (caractéristique de la musique de l'Europe de l'Est — voir Mesures asymétriques) fut utilisée à de nombreuses reprises par Zappa, dans des morceaux comme Catholic Girls, Flower Punk ou Mother People. Le morceau Keep It Greasey (sur l'album Joe's Garage) comporte toute une section en 19/16 (la mesure se décompose en quatre noires plus trois double-croches). Le rock progressif utilisait déjà beaucoup ce genre de mesures.
Les polyrythmes sont la superposition de divisions différentes d'un même temps, ou d'un même groupe de temps. Ainsi, en binaire, le temps se divise en 2, 4, 8, 16, etc. En ternaire, en 3, 6, 12, etc. Cela est totalement conventionnel, et la musique (jusqu'à la fin du XIXe siècle au moins) repose là-dessus pour la musique dite « savante » ; la musique populaire ne divise guère autrement. Mais on peut vouloir jouer cinq, ou sept, etc., notes sur un même temps, et de manière régulière (c'est-à-dire en divisant le temps par cinq ou sept). Zappa le fait abondamment. C'est même l'une des marques de fabrique de ses mélodies. L'une de ses plus célèbres compositions, la Black Page, fait une très grande utilisation des polyrythmes. Cela peut atteindre une redoutable complexité. Exemple : Get Whitey (sur l'album The Yellow Shark) : la rythmique de base est en 9/4 ; elle peut donc se diviser en 18 croches, ou 36 doubles-croches, etc. À un moment, la mesure se divise en 23 croches (c'est donc du 23/8) et la mélodie se répand en doubles croches pointées principalement, ce qui augmente la complexité rythmique du morceau. Ce n'est pas pour rien que Zappa utilisait son Synclavier, qui pouvait jouer tout et n'importe quoi. En fait, à ce niveau-là, c'est comme si la mélodie se jouait à un tempo très différent de la rythmique.
On trouve des œuvres, chez Zappa, qui relèvent d'une esthétique venue tout droit de la musique contemporaine. Par exemple, la très boulézienne Girl in the Magnesium Dress (sur Boulez Conducts Zappa: The Perfect Stranger ou The Yellow Shark), ou des pièces comme The Return of the Son of Monster Magnet (album Freak Out!). D'autres s'apparentent à la musique de Stravinsky (par exemple G-Spot Tornado sur Jazz from Hell ou sur The Yellow Shark), à Webern, etc. Mais ses meilleures compositions sont celles où il ne s'apparente à personne : les sus-cités Black Page et Get Whitey, par exemple. D'une manière générale, Zappa compose à partir d'un fond très jazz-rock sur lequel se détachent des mélodies beaucoup plus complexes. Le fond sera par exemple une pentatonique sur un rythme en 4/4 tandis que la mélodie sera polyrythmique et polytonale — une alchimie caractéristique de son style.
Mais Zappa donne aussi dans le rock le plus simple, très souvent de manière parodique. L'album Sheik Yerbouti est principalement constitué de ce genre de musique. On y évoque des plombiers, l'idée que les cœurs brisés sont pour les « trouducs » (Broken Hearts Are for Assholes), des princesses juives, la barbichette, etc. Que des choses très importantes, servies par une musique entre le hard-rock et le blues, sans jamais perdre l'occasion de placer une mélodie avant-gardiste. De même, l'album Joe's Garage combine les genres, avec des morceaux disco, reggae, funk, rock, etc., avec beaucoup d'humour et de dérision.
Les morceaux de Zappa ne sont jamais vraiment achevés. Les concerts sont toujours l'occasion de nouveaux arrangements. De fait, Zappa ne joue jamais deux fois le même morceau. Par exemple, pour la Black Page sur Zappa in New York, on trouve une première version avec solo de batterie, ajouts de percussions, puis un orchestre réduit ; sur le même album, on trouve la seconde version, qui comporte une rythmique qu'on pourrait dire disco-funk et des arrangements beaucoup plus grandiloquents ; sur Make a Jazz Noise Here, on peut entendre la version new age, très lente, menée par des cuivres langoureux, des rythmes reggae-ska, qui finit par reprendre à toute allure. De surcroît, Zappa avait mis au point tout un langage gestuel lui permettant d'indiquer, à n'importe quel moment, un changement d'interprétation quelconque : tel geste signifiait qu'il fallait jouer en reggae, ou en hard rock, etc. Par exemple, s'il tournait un doigt à droite et derrière sa tête comme s'il tripotait une dreadlocks, le groupe derrière lui jouait de façon reggae ; s'il faisait de même avec ses deux mains, le groupe jouait du ska ; s'il mettait ses deux mains à l'entrejambe et qu'il mimait une grosse paire de testicules, les musiciens savaient qu'ils devaient jouer du heavy metal. Zappa pouvait donc modifier sa composition au moment même où le groupe la jouait sur scène.
Tout ceci nécessitait d'avoir d'excellents musiciens. Et là encore, Zappa fut loin d'être en reste. En 1969, il renvoya tous ses musiciens (les Mothers of Invention d'origine), parce qu'il avait de gros problèmes financiers à l'époque, ou parce que ces musiciens n'étaient plus assez bons pour jouer sa musique, qui se complexifiait toujours plus. Il employa de nombreux batteurs : Aynsley Dunbar, Chester Thompson (accompagné de Ralph Humphrey dans la série de concerts de fin 1973 notamment au Roxy), Terry Bozzio, Vinnie Colaiuta, Chad Wackerman. En fait, Zappa fut au rock ce que Miles Davis fut au jazz un formidable révélateur de talents : comme pour Miles Davis, chaque nouveau groupe a été un nouveau style, une nouvelle source de compositions et d'arrangements.

## Discographie

### Albums
- 1966 : Freak Out!
- 1967 : Absolutely Free
- 1968 : Lumpy Gravy
- 1968 : We're Only in It for the Money
- 1968 : Cruising with Ruben & the Jets
- 1969 : Uncle Meat
- 1969 : Hot Rats
- 1969 : Burnt Weeny Sandwich
- 1970 : Weasels Ripped My Flesh
- 1970 : Chunga's Revenge
- 1971 : Fillmore East: June 1971
- 1971 : 200 Motels
- 1972 : Just Another Band from L.A.
- 1972 : Waka/Jawaka
- 1972 : The Grand Wazoo
- 1973 : Over-Nite Sensation
- 1974 : Apostrophe (')
- 1974 : Roxy & Elsewhere
- 1975 : One Size Fits All
- 1975 : Bongo Fury
- 1976 : Zoot Allures
- 1978 : Zappa in New York
- 1978 : Studio Tan
- 1979 : Sleep Dirt
- 1979 : Sheik Yerbouti
- 1979 : Orchestral Favorites
- 1979 : Joe's Garage
- 1981 : Tinseltown Rebellion
- 1981 : Shut Up 'n Play Yer Guitar
- 1981 : You Are What You Is
- 1982 : Ship Arriving Too Late to Save a Drowning Witch
- 1983 : The Man from Utopia
- 1983 : Baby Snakes
- 1983 : London Symphony Orchestra, Vol. 1
- 1984 : Boulez Conducts Zappa: The Perfect Stranger
- 1984 : Them or Us
- 1984 : Thing-Fish
- 1984 : Francesco Zappa
- 1985 : The Old Masters Box Vol. 1 (7 LP)
  - Freak Out (2 LP)
  - Absolutely Free
  - Lumpy Gravy
  - We're Only in It for the Money
  - Cruising with Ruben & the Jets
  - Mystery Disc
- 1985 : Frank Zappa Meets the Mothers of Prevention
- 1986 : The Old Masters Box Vol. 2 (9 LP)
  - Uncle Meat (2 LP)
  - Hot Rats
  - Burnt Weeny Sandwich
  - Weasels Ripped My Flesh
  - Chunga's Revenge
  - Fillmore East June 1971
  - Just Another Band from L.A.
  - Mystery Disc
- 1986 : The Old Masters Box Vol. 3 (9 LP)
  - Waka/Jawaka
  - The Grand Wazoo
  - Over-Nite sensation
  - Apostrophe'
  - Roxy & Elsewhere (2 LP)
  - One Size Fits All
  - Bongo Fury
  - Zoot Allures
- 1986 : Does Humor Belong in Music?
- 1986 : Jazz from Hell
- 1987 : London Symphony Orchestra, Vol. 2
- 1988 : Guitar
- 1988 : You Can't Do That on Stage Anymore, Vol. 1
- 1988 : You Can't Do That on Stage Anymore, Vol. 2 - The Helsinki Concert
- 1989 : Broadway the Hard Way
- 1989 : You Can't Do That on Stage Anymore, Vol. 3
- 1991 : The Best Band You Never Heard in Your Life
- 1991 : You Can't Do That on Stage Anymore, Vol. 4
- 1991 : Make a Jazz Noise Here
- 1991 : Beat the Boots I (8 cd)
  - As an Am (enregistré en 1981–1982)
  - The Ark (enregistré en 1969)
  - Freaks & Motherfu*#@%! (enregistré en 1970)
  - Unmitigated Audacity (enregistré en 1974)
  - Anyway the Wind Blows (2 cd) (enregistré en 1979)
  - 'Tis the Season to Be Jelly (enregistré en 1967)
  - Saarbrücken 1978
  - Piquantique (enregistré en 1973)
- 1992 : Beat the Boots II (8 cd)
  - Disconnected Synapses (enregistré en 1970)
  - Tengo Na Minchia Tanta (enregistré en 1970)
  - Electric Aunt Jemima (enregistré en 1968)
  - At the Circus (enregistré en 1978)
  - Swiss Cheese/Fire! (2 cd) (enregistré en 1971)
  - Our Man in Nirvana (enregistré en 1968)
  - Conceptual Continuity (enregistré en 1976)
- 1992 : You Can't Do That on Stage Anymore, Vol. 5
- 1992 : You Can't Do That on Stage Anymore, Vol. 6
- 1992 : Playground Psychotics
- 1993 : Ahead of Their Time
- 1993 : The Yellow Shark

### Sorties posthumes
- 1994 : Civilization, Phaze III
- 1995 : London Symphony Orchestra-Vol I & II
- 1996 : The Lost Episodes
- 1996 : Läther
- 1996 : Frank Zappa Plays the Music of Frank Zappa: A Memorial Tribute
- 1999 : Everything Is Healing Nicely
- 2002 : FZ:OZ (concert à Sydney du 20 janvier 1976)
- 2003 : Halloween
- 2006 : Imaginary Diseases
- 2006 : Trance-Fusion
- 2006 : The MOFO Project/Object 2 CD (making of de Freak Out! version courte)
- 2006 : The MOFO Project/Object 4 CD (making of de Freak Out! version longue)
- 2007 : Buffalo (concert à Buffalo NY du 25 octobre 1980)
- 2007 : The Dub Room Special!
- 2007 : Wazoo (concert à Boston le 24 sept 1972)
- 2008 : One Shot Deal
- 2008 : Joe's Menage (Novembre 1975, College of William & Mary, Williamsburg, VA)
- 2009 : Lumpy Money
- 2009 : Beat the Boots III
- 2009 : Philly '76
- 2010 : Greasy Love Songs
- 2010 : Congress Shall Make No Law…
- 2010 : Hammersmith Odeon
- 2011 : Feeding The Monkies At Ma Maison
- 2011 : Carnegie Hall
- 2012 : Road Tapes, Venue 1
- 2012 : Finer Moments
- 2013 : Road Tapes, Venue 2
- 2014 : Joe's Camouflage
- 2014 : Roxy by Proxy
- 2015 : Dance Me This
- 2015 : Roxy- The Soundtrack
- 2015 : Frank Zappa : 200 Motels - The Suite
- 2016 : Road Tapes, Venue#3
- 2016 : The Crux Of The Biscuit
- 2016 : Frank Zappa For President
- 2016 : Meat Light
- 2016 : Little Dots
- 2016 : Chicago '78
- 2017 : Halloween 77 (Coffret USB)
- 2017 : Halloween 77 (3 CD)
- 2018 : The Roxy Performances
- 2019 : Zappa In New York (Coffret 5 CD)
- 2019 : Orchestral Favorites - 40 th Anniversary
- 2019 : Halloween 73
- 2019 : Halloween 73 (Coffret 4 CD)
- 2020 : The Hot Rats Sessions (Coffret 6 CD)
- 2021 : Zappa ’88: The Last U.S. Show (2 CD)
- 2021 : Zappa 200 Motels 50th Anniversary Edition (6 CD, 2 LP noir, 2 LP rouge)
- 2022 : The Mothers 1971
- 2022 : Zappa / Erie
- 2022 : Zappa'75 Zagreb/Ljubljana (2 CD)
- 2022 : Waka/Wazoo (coffret 4 CD + 1 Blu-ray)
- 2023 : Zappa 80 Munich/Mudd Club (3 CD)
- 2023 : Funky Nothingness (3 CD)

### Compilations
- 1969 : Mothermania: The Best of the Mothers
- 1969 : The XXXX of the Mothers of Invention
- 1995 : Strictly Commercial
- 1997 : Cheap Thrills
- 1997 : Have I Offended Someone?
- 1998 : Mystery Disc
- 1998 : Strictly Genteel
- 1999 : Son of Cheep Thrills
- 2004 : Joe's Corsage
- 2004 : QuAUDIOPHILIAc
- 2004 : The Best of Frank Zappa
- 2004 : Joe's Domage
- 2006 : Joe's XMASage
- 2012 : Understanding America
- 2016 : Zappatite

### En tant que producteur du label Straight Records
Frank Zappa a créé le label Straight Records, sur lequel ont été produits ces albums :
- 1969 : Pretties for You d'Alice Cooper
- 1969 : Farewell Aldebaran de Judy Henske & Jerry Yester
- 1969 : Trout Mask Replica de Captain Beefheart & His Magic Band
- 1969 : A Most Immaculately Hit Aristocrat de Lord Buckley
- 1969 : Naked Angels de Jeff Simmons (en)
- 1969 : Lucille As Messed My Mind Up de Jeff Simmons (en)
- 1969 : Penrod de Tim Dawe
- 1969 : Permanent Damage de G.T.O.'s
- 1969 : Blue Afternoon de Tim Buckley
- 1969 : Easy Action d'Alice Cooper
- 1970 : Acappella de Persuasions
- 1970 : Lick My Decals Off, Bady de Captain Beefheart & His Magic Band
- 1970 : Starsailor de Tim Buckley
- 1976 : Good Singin' Good Playin' de Grand Funk Railroad

### Autres participations
- King Kong (1970), de Jean-Luc Ponty
- Some Time in New York City (1972), de John Lennon et Yoko Ono
- Feel (album, George Duke) (en) (1974), de George Duke (sous le pseudonyme de Obdewl'l X, solo de guitare sur Love et Old Slippers)
- Swing Charlebois Swing (1977), de Robert Charlebois (Réalisation de l'album, et solo de guitare sur la chanson Petroleum)
- Touch Me There (1979), de L. Shankar (paroles et chant sur un titre, Dead Girls of London)

## Filmographie

### En tant qu'acteur
- 1986 : Head, film des Monkees réalisé par Bob Rafelson
- 1986 : Miami Vice, épisode 19 de la saison 2 (Mario Fuente).

### En tant que réalisateur
- 1971 : 200 Motels
- 1979 : Baby Snakes
- 1984 : The Dub Room Special (vidéo)
- 1985 : Video from Hell (vidéo)
- 1985 : Does Humor Belong in Music ? (vidéo)
- 1987 : Uncle Meat
- 1987 : The Amazing Mr. Bickford
- 1988 : The True Story of Frank Zappa's 200 Motels (vidéo).

### En tant que compositeur
- 1962 : The World's Greatest Sinner
- 1965 : Run Home Slow
- 1969 : King Kong : Jean-Luc Ponty Plays the Music of Frank Zappa, avec George Duke, Ernie Watts, Wilton Felder, Ian Underwood. Composition et arrangements de Frank Zappa.
- 1971 : 200 Motels
- 1974 : A Token Of His Extreme (KCET-TV show) (réédition en DVD en 2004)
- 1979 : Baby Snakes
- 1984 : The Dub Room Special (vidéo)
- 1985 : Video from Hell (vidéo)
- 1985 : Does Humor Belong in Music? (vidéo)
- 1987 : Uncle Meat
- 1987 : The Amazing Mr. Bickford
- 1988 : The True Story of Frank Zappa's 200 Motels (vidéo)
- 1989 : Cousteau - Alaska (Outrage at Valdez)
- 1991 : Peefeeyatko
- 1994 : Duckman (série TV)
- 1997 : Happy Together (chanson)
- 2001 : Y tu mamá también (chanson)
- 2002 : Frank Zappa: Phase II (The Big Note).

## Publications

### Publications originales
- Them or Us, compte d'auteur, 1984 (réédition : Pinter & Martin Ltd., 2010)
- The Real Frank Zappa Books, New York, Poseidon Press, 1989 avec Peter Occhiogrosso
- Frank Zappa in His Own Words, Omnibus Press, 1993
- The Real Porn War, Gonzo Multimedia, 2014
- The Frank Zappa Guitar Book, Hal Leonard Publishing, 2017 ; transcrit et mis en page par Steve Vai

### Traductions françaises
- Zappa par Zappa, L'Archipel, 2000 avec Peter Occhiogrosso
- One Size Fits All, Cosmogonie du sofa, Le mot et le reste, 2008
- Them or Us, Philharmonie de Paris, 2018

## Quelques musiciens ayant joué avec Frank Zappa
- Arthur Barrow (bass, keyboards, vocals)
- Captain Beefheart (chant, harmonica et saxophone)
- Adrian Belew (guitare)
- Jimmy Carl Black (batterie)
- Pierre Boulez (chef d'orchestre)
- Terry Bozzio (batterie)
- Michael Brecker (saxophones)
- Randy Brecker (trompette)
- Napoleon Murphy Brock (saxophone et chant)
- Jack Bruce (basse)
- Vinnie Colaiuta (batterie)
- Ray Collins (chant)
- George Duke (claviers et chant)
- Aynsley Dunbar (batterie)
- Roy Estrada (guitare basse et chant)
- Tom Fowler (basse)
- Walt Fowler (trompette et bugle)
- Bruce Fowler (trombone)
- Lowell George (slide guitar et chant)
- Sugarcane Harris (violon)
- Howard Kaylan et Mark Volman (Flo and Eddie) (chant)
- Mike Keneally (guitare)
- John Lennon[26] (chant)
- David Logeman (drums)
- Ed Mann (percussions)
- Lou Marini (saxophone, flûte)
- Tommy Mars (claviers)
- Zubin Mehta (chef d'orchestre)
- Bobby Martin (claviers, chant, cuivres)
- Kent Nagano (chef d'orchestre)
- Patrick O'Hearn (basse)
- Yoko Ono (chant)
- Don Preston (claviers)
- Jean-Luc Ponty (violon)
- Porky (Porky)
- David Quentin (guitare)
- Lakshminarayana Shankar (violon)
- Archie Shepp (sax ténor)
- Sting (chant)
- Tina Turner (chant)
- Scott Thunes (basse & synth bass)
- Chester Thompson (batterie)
- Ruth Underwood (percussions)
- Ian Underwood (vents et claviers)
- Florian Rozignol (Prep's) (accordeon, maracas)
- Steve Vai (guitare)
- Mark Volman (Flo and Eddie) (chant)
- Chad Wackerman (batterie)
- Johnny « Guitar » Watson (guitare & chant)
- Ray White (guitare et chant)
- Ike Willis (guitare et chant)
- Peter Wolf (claviers)

#### Ouvrages en langue française
- Alain Dister, Frank Zappa et les Mothers of Invention, Albin Michel, 1975.
- Dominique Chevalier, Viva ! Zappa, éditions Calmann-Lévy, 1985.
- Christophe Delbrouck, Frank Zappa / Chronique discographique, Éditions Parallèles, 1994.
- Guy Darol, Frank Zappa, La Parade de l'Homme-Wazoo, Le Castor astral, 1996 (rééd. 2009).
- Guy Darol et Dominique Jeunot : Zappa de Z à A, Le Castor Astral, 2000 (rééd. 2005).
- Christian Rosé, Philippe Thieyre, Zappa in France 1968/1988, éditions Parallèles, 2003.
- Christophe Delbrouck, Frank Zappa & les mères de l'invention (tome 1 : 1940-1972), Le Castor Astral, 2003.
- Guy Darol, Frank Zappa, l'Amérique en Déshabillé, Le Castor Astral, 2003.
- Rémi Raemackers, One side fits all : Clés pour une écoute de Frank Zappa, La Mémoire et la Mer, 2003.
- Pacôme Thiellement, Économie Eskimo - le rêve de Zappa, Musica Falsa, 2005 (rééd. 2018)
- Christophe Delbrouck, Frank Zappa & la dînette de chrome (tome 2 : 1972-1978), Le Castor Astral, 2005.
- Christophe Delbrouck, Frank Zappa & l'Amérique parfaite (tome 3 : 1978- 1993), Le Castor Astral, 2006.
- Jean Sébastien Marsan, Le Petit Wazoo, éditions Triptyque, 2010.
- Guy Darol, Frank Zappa (biographie), Gallimard, coll. « Folio Biographies », 2016.
- Dominique Dupuis, Zappa Cover, éditions du Layeur, 2017.
- Juliette Boisnel, Pierre Albert (sous la direction de), Frank Zappa l'un et multiple, éditions PURH 2017
- Christophe Delbrouck, Les extravagantes aventures de Frank Zappa acte 1, éditions Le Castor Astral 2018.
- Christophe Delbrouck, Les extravagantes aventures de Frank Zappa acte 2, éditions le Castor Astral 2019.
- John Raby, Frank Zappa, Marseille, Le Mot et le Reste, 804 p., 2023  (ISBN 9782384312023)

#### Autres langues
- (en) Julian Colbeck, Zappa : A Biography, Virgin Books, 1987.
- (en) Neil Slaven, Zappa : Electric Don Quixote, Omnibus, 1996.
- (en) Ben Watson, The Complete Guide to the Music of Frank Zappa, Omnibus, 1998.
- (en) Kevin Courrier, Dangerous Kitchen, ECW Press, 2002.
- (en) Barry Miles, Zappa: A Biography, Grove Press, 2004.
- (es) Manuel de la Fuente Soler, Frank Zappa en el infierno. El rock como movilización para la disidencia política, Biblioteca Nueva, 2006.
- (en) Andrew Greenaway, Zappa The Hard Way, Wymer Publishing, 2010.
- Frank Wonneberg, Grand Zappa - Internationale Frank Zappa Discology, Schwarzkopf & Schwarzkopf, 2010.
- (en) Pauline Butcher, Freak Out! My Life with Frank Zappa, Plexus Publishing, 2011.

### Articles
- « Frank Zappa : dix ans après », dossier spécial in Circuit : musiques contemporaines, volume 14, numéro 3, 2004.
- Marc Perrenoud, « Frank Zappa ou le « fait musical total » », Volume !, vol. 3, no 1,‎ 2004 (lire en ligne, consulté le 17 septembre 2012)
- Jean-Sébastien Marsan, « Philosophie - Frank Zappa et l'utopie Internet: ‘They're only in it for the money’ », série Le Devoir de philo, Le Devoir, 16 et 17 octobre 2010.

### Film documentaire
- 2016 : Eat That Question: Frank Zappa in His Own Words, film documentaire germano-français de Thorsten Schütte.

### En français
- Découvrir Frank Zappa (1966 à 1979)
- Le Fredunzel site (actualité zappaienne, traduction des chansons)
- Zappa In France
- Site sur Frank Zappa en français
- Marc Perrenoud, Frank Zappa ou le « fait musical total »

### En anglais
- Site officiel de la famille Zappa
- Zappology
- Frank Zappa's Musical Language
- Information Is Not Knowledge (discographie, liste des musiciens piste par piste)
- afka.net (recense de nombreux articles sur Frank Zappa)

### Wiki et annuaires
- Zappa Wiki Jawaka (projet wiki consacré à Frank Zappa)
- Frank Zappa dans Dmoz francophone